# Радуга (мультфильм)
«Радуга» — советский рисованный мультфильм, снятый режиссёром Владимиром Поповым по сценарию Гарри Бардина.

## Сюжет
На противоположных сторонах реки жили два мальчика. И вот однажды оба берега соединила радуга, как мост. Мальчишки решили порыбачить на её середине, а потом вместе начали петь. Затем они притихли, упросив при этом самолёты и пароход быть потише, чтобы рыбу не распугали. Рыбалка удалась, но тучке над радугой, которой рыбы не досталось, надоели эти мальчишки, и она попыталась их разделить, сначала разрезав радугу, затем пролившись густым дождём, а потом попытавшись врезаться в них, однако у неё ничего не вышло. Мальчики поймали тучу и выжали, отчего она стала белым облачком, а затем высушили на солнце одежду и помогли киту проплыть под радугой. Вечером герои разошлись по домам, а радуга исчезла.

## Съёмочная группа
- Автор сценария: — Гарри Бардин
- Режиссер и художник-постановщик: — Владимир Попов
- Оператор — Кабул Расулов
- Композитор — Евгений Крылатов
- Звукооператор — Борис Фильчиков
- Художники: — Эльвира Маслова, Дмитрий Анпилов, Олег Комаров, Наталия Богомолова
- Монтажёр: — Наталья Степанцева
- Ассистенты: — Людмила Крутовская Л. Никитина
- Редактор — Раиса Фричинская
- Директор картины: — Федор Иванов

## Отзывы
М. Новикова, рассказывая на страницах майского выпуска журнала «Семья и школа» за 1976 год о новых детских мультфильмах студии «Союзмультфильм», отметила, что в ленте «Радуга» рассказывается о дружбе, которая соединяет людей так же, как радуга, перекинувшаяся через реку, соединяет её берега, сделавшись мостом, на котором могут усесться удить рыбу двое живущих по разным берегам мальчиков, захотевших дружить. И чудо дружбы поможет занятым важным делом мальчикам, лишь прижав палец к губам, заставить самолёт улететь бесшумно, как бабочка махая крыльями, а пароход, перестав гудеть, обойдёт место рыбалки посуху. Ни злая туча, ни молнии, ни гром не смогут ни прогнать радугу, ни сломать мост из неё, ведь это не обычная радуга и не обычный мост, а самый настоящий «мост дружбы».
По утверждению Сергея Капкова мультфильм «Радуга» стал первой самостоятельной работой режиссёра Владимира Попова. В постановке этой доброй сказки, где двух мальчиков подружила радуга, Попов также был и художником-постановщиком.
По утверждению Гарри Бардина, «Радуга» стала первым мультфильмом, снятым по его сценарию.

## Награды
Приз на XI международном фестивале детских и юношеских фильмов в Тегеране (Иран), 1976 год.

## Книжные адаптации
- Радуга : Фильм-сказка / Авт. текста Г. Бардин; Худож. В. Попов. — М. : Бюро пропаганды сов. киноискусства, 1981. — 19 с. — 150 000 экз.[5]
- Радуга : Фильм-сказка. [Для детей / Авт. текста Г. Бардин; Ил. В. Попова]. — М. : Бюро пропаганды сов. киноискусства, 1983. — 17 с. : цв. ил.; 14х22 см. — 300 000 экз.[6]